# Frédérique Jossinetová
Frédérique Jossinet, (* 16. prosinec 1975 Rosny-sous-Bois (Paříž), Francie) je bývalá reprezentantka Francie v judu. Je majitelkou stříbrné olympijské medaile.

## Sportovní kariéra
S judem začínala v 6 letech v Torcy a nejvíc její sportovní kariéru ovlivnil Guy Delvingt. Jako úspěšná juniorka si odbyla premiéru na mistrovství světa seniorů v roce 1995, ale byl to na dlouho její poslední start za národní tým. Přednost dostávala její kolegyně Sarah Nichilo a na opětovnou šanci si musela počkat až do roku 2001. Využila jí na stoprocent a skoro 10 let si udržela pozici reprezentační jedničky v superlehké váze.
V roce 2004 se účastnila olympijských her v Athénách a potvrdila roli favoritky. Nestačila pouze na tehdejší suverénku Rjóko Tani. V roce 2008 jela obhajovat olympijskou medaili do Pekingu, ale senzačně vypadla v prvním kole. Čáru přes rozpočet jí hned první minutě zápasu udělala Kazaška Nurgazina.
V roce 2012 se v 36 letech přímo kvalifikovala na olympijské hry v Londýně, ale prohrála nominační souboj s Laëtitií Payet. Vzápětí ukončila sportovní kariéru.

## Výsledky
| Turnaj             | 1992            | 1993            | 1994            | 1995            | 1996            | 1997            | 1998            | 1999            | 2000            | 2001            | 2002            | 2003            | 2004            | 2005            | 2006            | 2007            | 2008            | 2009            | 2010            | 2011            | 2012            |
| Turnaj             | 17              | 18              | 19              | 20              | 21              | 22              | 23              | 24              | 25              | 26              | 27              | 28              | 29              | 30              | 31              | 32              | 33              | 34              | 35              | 36              | 37              |
| Turnaj             | superlehká váha | superlehká váha | superlehká váha | superlehká váha | superlehká váha | superlehká váha | superlehká váha | superlehká váha | superlehká váha | superlehká váha | superlehká váha | superlehká váha | superlehká váha | superlehká váha | superlehká váha | superlehká váha | superlehká váha | superlehká váha | superlehká váha | superlehká váha | superlehká váha |
| ------------------ | --------------- | --------------- | --------------- | --------------- | --------------- | --------------- | --------------- | --------------- | --------------- | --------------- | --------------- | --------------- | --------------- | --------------- | --------------- | --------------- | --------------- | --------------- | --------------- | --------------- | --------------- |
| Olympijské hry     | —               |                 |                 |                 | —               |                 |                 |                 | —               |                 |                 |                 | 2.              |                 |                 |                 | úč.             |                 |                 |                 | —               |
| Mistrovství světa  |                 | —               |                 | úč.             |                 | —               |                 | —               |                 | —               |                 | 2.              |                 | 2.              |                 | 3.              |                 | 3.              | 5.              | 5.              |                 |
| Mistrovství Evropy | —               | —               | —               | —               | —               | —               | —               | —               | —               | 1.              | 1.              | úč.             | 3.              | 2.              | 3.              | 3.              | 2.              | 1.              | —               | 3.              | 5.              |
| ME juniorů         | 3.              | 2.              |                 |                 |                 |                 |                 |                 |                 |                 |                 |                 |                 |                 |                 |                 |                 |                 |                 |                 |                 |